# 吉祥寺

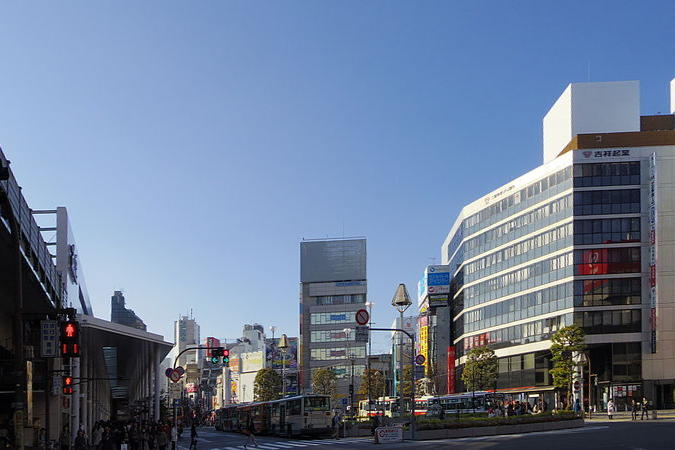
駅前北口広場

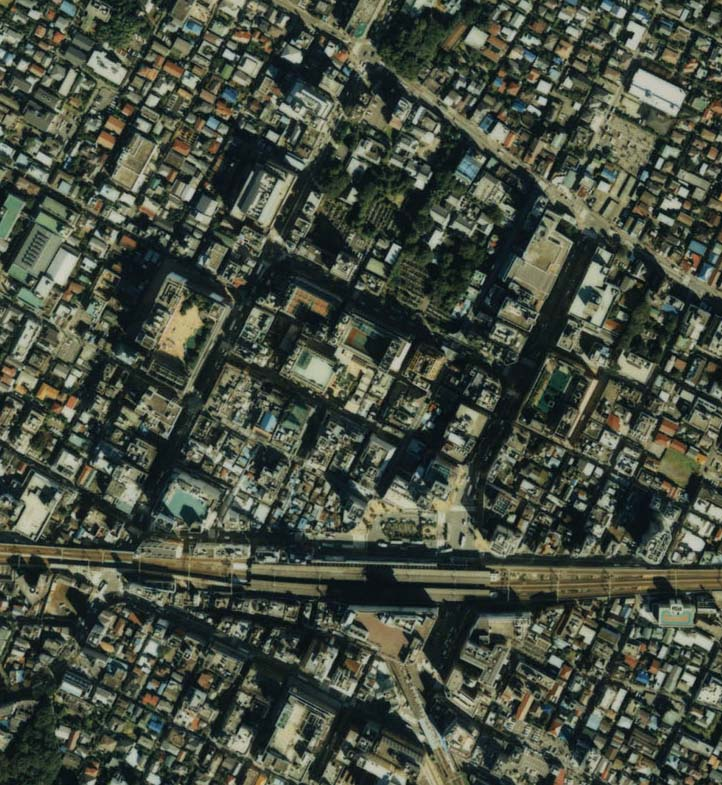
吉祥寺上空からの航空写真。

吉祥寺（きちじょうじ）は、東京都武蔵野市の東部に位置する吉祥寺駅周辺の商業地。行政地名上は吉祥寺本町、吉祥寺東町、吉祥寺南町など。同駅を中心とした多摩地域屈指の繁華街のほか、郊外は高級住宅街ともなっている。
由来は旧北多摩郡吉祥寺村であり、武蔵野市（武蔵野村・武蔵野町を含む）に1889年から1962年までは大字として存在した。

## 概要・地理
武蔵野市の東端に位置する。現在、武蔵野市内で町名に「吉祥寺」を冠する地区は、吉祥寺本町（ほんちょう、一丁目〜四丁目）、吉祥寺北町（きたまち、一丁目〜五丁目）、吉祥寺東町（ひがしちょう、一丁目〜四丁目）、吉祥寺南町（みなみちょう、一丁目〜五丁目）があり、これらを合わせた面積は4.21km2で武蔵野市全体の約38%を占める。さらに御殿山（一丁目・二丁目）と中町（一丁目〜三丁目）を合わせた範囲がかつての大字吉祥寺である。小高い台地の上の平坦な場所にひらけているが、南端で三鷹市井の頭と接する付近のみ傾斜地になっている。三鷹市との市境には井の頭公園が広がっている。
街はJR中央線および京王井の頭線の吉祥寺駅を中心として碁盤の目状に広がっている。JR中央線で丸の内・新宿方面、京王井の頭線で渋谷方面へのアクセスが可能である。JR吉祥寺駅には中央特快は停車しないが、中央特快停車駅である隣駅の三鷹駅より利用者数が多い。
1957年からの旧国鉄中央線高架複々線化計画に対応するため、吉祥寺駅周辺都市計画調査特別委員会が1960年に設置され、また同年に国立市へ移転する東京女子体育短期大学跡地の貸借権を買収。これらを受けて東京大学工学部都市工学科高山英華研究室（担当は石田頼房＋伊藤滋）に委託した吉祥寺駅周辺都市計画案と、これをベースに1960年代から当時の武蔵野市長に就任した後藤喜八郎の下で構想された「回遊性の高い街づくり」を実現するため、吉祥寺駅を中心とした東西南北の十字線上に四つの大型商業施設が設置されている。なお、高山が都市計画案の作成にあたって参考にしたのは、オランダ・ロッテルダムのライバーン商店街だと言われている。2010年2月時点でこれらの商業施設群に入居しているテナントは、東＝ヨドバシカメラマルチメディア吉祥寺、西＝東急百貨店、南＝丸井、北＝コピス吉祥寺である。これら四つの大型商業施設の合間を埋めるように中小のビル群が立ち並び、多種多彩な商店や飲食店が軒を連ね、いくつかの商店街を形成している。代表的な商店街としてサンロード、ハモニカ横丁、平和通り、ダイヤ街などが挙げられる。
商業地域の外郭は東京多摩地域有数の高級住宅街で、多種多様な著名人等も居住している。商業地域と住宅街の近接性、新宿駅や渋谷駅など主要駅に電車一本でアクセスできる利便性、井の頭恩賜公園や三鷹の森ジブリ美術館などの行楽地が至近であることにより、市場調査会社などが主催する「住みたい街ランキング」で度々全国第一位に選出されている。
また、吉祥寺地域は古くから安養寺、光専寺、蓮乗寺、月窓寺という4軒の寺が集まる寺町である。特に寺が集中している武蔵野八幡宮（八幡神）の付近の地域を「四軒寺」（しけんでら）と呼ぶようになっていったと語り伝えられている。吉祥寺通り（東京都道116号関町吉祥寺線）と女子大通りの交差点を「四軒寺交差点」と称する。なお、四軒寺という名前の寺があるわけではない。

### 範囲
前述の通り、吉祥寺本町、吉祥寺北町、吉祥寺東町、吉祥寺南町を合わせた範囲が現在最も狭義での「吉祥寺」であり、さらに御殿山と中町を合わせた範囲がかつての大字「吉祥寺」である。後者の場合は三鷹駅に面した場所も含まれる。
一方「吉祥寺駅周辺」の意味で用いられる「吉祥寺」は、この範囲とは若干のずれがある。例えば武蔵野市御殿山と三鷹市井の頭にまたがる井の頭恩賜公園は「吉祥寺にある公園」と見なされている。『Hanako』（マガジンハウス）などの雑誌の吉祥寺特集では、吉祥寺駅から概ね1kmの範囲を「吉祥寺」と呼ぶこともあり、東は杉並区松庵や西荻北、西は三鷹市下連雀、南は三鷹市井の頭や牟礼、北は練馬区立野町近辺までを含むこととなる。
人気のある地名であることから、不動産会社では三鷹市井の頭や下連雀、練馬区立野町にあるアパート・マンションを「吉祥寺の物件」として紹介していることが多い。また、京王線の千歳烏山駅、仙川駅、つつじヶ丘駅などから徒歩でアクセス可能の三鷹市内の物件の場合でも、「吉祥寺からバスで〜分」と紹介される場合がある。
「吉祥寺通り」周辺では、吉祥寺の名前を一部に冠する事業所やマンション等が、駅から2-3km離れた相当遠方まであり、北は練馬区関町南の店から、南は三鷹市新川の物件まで存在する。

## 交通

### 鉄道・バス
吉祥寺駅を参照。

### 道路
吉祥寺は下記の主要路線が交わり、各道路が東西南北に平行し、その囲まれた真ん中に吉祥寺駅及び中心街が広がる構造になっている。吉祥寺大通りを除いて車線数や車線幅は広くない。詳細は各道路の記事を参照。
- 東西
  - 井の頭通り（南側）
  - 五日市街道（北側）
- 南北
  - 吉祥寺通り（西側）- 駅南側は「公園通り」とも呼ばれる。
  - 吉祥寺大通り（東側）

## 歴史
明暦3年（1657年）、明暦の大火で江戸本郷元町（現在の文京区本郷一丁目、東京都立工芸高等学校付近）に存在した諏訪山吉祥寺の門前町が焼失した際、江戸幕府は都市計画に基づき同地を大名屋敷として再建することにした。そのため、吉祥寺門前の住人を始めとする居住地・農地を大幅に失った者達に対し、「札野」「牟礼野」と呼ばれた幕府御用の萱場を代地とし、5年期限で扶持米を与えて家屋の建築費用も貸与するという条件で希望者を募った。吉祥寺の浪士の佐藤定右衛門と宮崎甚右衛門が土着の百姓・松井十郎左衛門と協力してこれに応じ、現在の武蔵野市東部を開墾して住人達を移住させた。
折しも玉川上水の開通に伴い、かつては水利が悪く人跡が少なかった武蔵野台地が新田開発によって広大な農地へと変わっていく過程で、五日市街道（現在の東京都道7号杉並あきる野線）沿いに整然と区画された短冊状の土地が形成された。移住者によっては、五日市街道から玉川上水の分水である千川上水に至るまでの区画、600間余（1,000m以上）にも及ぶ長大な土地を与えられた者もいた。しかし関東ローム層である土壌は肥沃とは言えず、農地は全て畑地であり、水田はなかった。吉祥寺に愛着を持っていた住人たちにより、新田は吉祥寺村と名付けられた。
1923年（大正12年）の関東大震災を契機に被災した市街地から多くの人たちがまたもや吉祥寺に移り住むことになり、人口が急増。美しいケヤキ並木でも知られる成蹊学園が池袋から移転したこともあって、農村から住宅街、そして多くの商店や学生で賑わう街へと変貌を遂げることになった。
1971年（昭和46年）の吉祥寺大通り完成を機に、商業地として本格的に発展するようになり、ファッション・文化、居住でも人気が高い街となった。その反面として、吉祥寺駅北東の近鉄百貨店裏に「近鉄裏」と俗称される風俗街が1970年代に形成された。市による環境浄化条例や客引き規制条例の制定、土地買い上げと風俗営業法の規定を利用した吉祥寺図書館建設による牽制などで、風俗店はピークの1970年代末の約90軒から十数軒へ激減した。

### 地名の由来
吉祥寺門前の住人が五日市街道沿いを開発・移住したことによる。当地に吉祥寺という名の寺院が所在したことはない。由来となった前述の諏訪山吉祥寺も現在は本駒込にある。

### 沿革
- 1653年（承応2年）11月 - 玉川上水が開通。
- 1657年（明暦3年）1月18日 - 明暦の大火。
- 1658年（明暦4年）1月 - 再度の大火（吉祥寺大火）で吉祥寺も焼失し、現在地（駒込、現在の東京都文京区本駒込）へ移転する。
- 1659年（万治2年）11月 - 佐藤定右衛門、宮崎甚右衛門、松井十郎左衛門が武蔵野原野の開拓を開始。
- 1664年（寛文4年）7月 - 幕府代官・野村彦太夫による検地が行われ、吉祥寺村が成立する。
- 1703年（元禄16年）11月 - 西側に吉祥寺新田村が成立する（後に吉祥寺村へ編入）。
- 1868年（明治元年）6月 - 吉祥寺村が武蔵県に編入される。
- 1869年（明治2年）2月 - 品川県六番組に編入される。
- 1871年（明治4年）12月 - 東京府に編入される。
- 1872年（明治5年）5月 - 神奈川県に編入される。
- 1873年（明治6年）5月 - 大区小区制施行に伴い、神奈川県第11大区4小区に属する。
- 1878年（明治11年）7月22日 - 郡区町村編制法施行に伴い多摩郡が分割され、神奈川県北多摩郡吉祥寺村となる。
- 1889年（明治22年）
  - 4月1日 - 町村制施行に伴い西久保村・関前村・境村及び井口新田飛地（現在の境浄水場付近）と合併し、神奈川県北多摩郡武蔵野村大字吉祥寺となる。
  - 4月11日 - 甲武鉄道（中央本線の前身）が新宿駅 - 立川駅間で開業する。吉祥寺地内に駅・信号場等は無し。
- 1893年（明治26年）4月1日 - 北多摩郡・南多摩郡・西多摩郡が神奈川県から東京府へ移管され、東京府北多摩郡武蔵野村大字吉祥寺となる。
- 1899年（明治32年）12月30日 - 吉祥寺駅が開業する。
- 1928年（昭和3年）11月10日 - 武蔵野村が町制施行し、東京府北多摩郡武蔵野町大字吉祥寺となる。
- 1929年（昭和4年）9月1日 - 三鷹信号場が設置される。
- 1930年（昭和5年）6月25日 - 三鷹信号場が三鷹駅に昇格する。
- 1934年（昭和9年）4月1日 - 帝都電鉄井の頭線の吉祥寺駅が開業する。
- 1937年（昭和12年） - 前進座は、演劇映画研究所と集団住宅を吉祥寺に建設。創造（稽古）と生活（住居と食糧（田畑・養鶏））を統合した理想の場を得る。吉祥寺に演劇の香りを持ち込んだ創世期となる。
- 1943年（昭和18年）7月1日 - 東京都制が施行され、東京都北多摩郡武蔵野町大字吉祥寺となる。
- 1947年（昭和22年）11月3日 - 武蔵野町が市制施行し、東京都武蔵野市大字吉祥寺となる。
- 1962年（昭和37年）4月1日 - 武蔵野市内の町名整理が行われ、吉祥寺本町、吉祥寺東町、吉祥寺南町、吉祥寺北町、御殿山、中町に分割される[13]。

## サブカルチャーの発信地
前進座が第二次世界大戦前の1937年から吉祥寺に根を下ろすなど、古くから演劇の町として実績がある。ジャズ喫茶、ライブハウスなどが多数点在することからジャズやロック、フォークなど音楽の街として知られている。
付近に漫画家が多く住んでいることでも知られる。このため、吉祥寺を舞台とした漫画作品が多い。『週刊コミックバンチ』（～2010年）の編集部コアミックスが存在する。現在は『月刊コミックゼノン』を発行しているノース・スターズ・ピクチャーズが後継している。
アニメーション製作会社やゲームソフトメーカーも多く、STUDIO 4℃、スタジオディーン、GAE、ミンク (企業)、シンソフィア、ブラウニーブラウン、インディーズゼロなどが事業所を構える。その他、JAP工房、マンマユート団、冬水社 グッドフェローズ (企業)、ウェーブ (模型メーカー)などが本社を構える。この影響か、吉祥寺駅前を中心にアニメ舞台のロケ地となることも多い。

## 学生の街
成蹊大学、東京女子大学（かつては武蔵野美術大学美術学部、現在は通信教育部と武蔵野美術学園）や吉祥寺二葉栄養調理専門職学校・吉祥寺二葉製菓専門職学校、専門学校中野スクールオブビジネスなどが吉祥寺駅から徒歩圏内に、杏林大学井の頭キャンパス、立教女学院、武蔵野大学、国際基督教大学、亜細亜大学、日本獣医生命科学大学、ルーテル学院大学などの大学が吉祥寺駅から鉄道やバスで15分圏内に点在する。
このため吉祥寺には多数の学生が集い、吉祥寺はお茶の水、下北沢などと並ぶ東京有数の「学生の街」としても知られている。

## 主な商店街・商業施設
- アトレ吉祥寺
- ハーモニカ横丁
- 吉祥寺ダイヤ街
- 吉祥寺サンロード商店街
- 七井橋通り 吉祥寺南口パークロード[14]
- 吉南商店会[15] 末広通り商店街
- コピス吉祥寺
- 東急百貨店吉祥寺店
- 吉祥寺パルコ
- ユニクロ吉祥寺店
- 吉祥寺ロフト
- ヨドバシカメラマルチメディア吉祥寺
- 西友吉祥寺店
- 京王吉祥寺駅ビル（キラリナ京王吉祥寺 等）
- 丸井吉祥寺店
- 三松ビル、吉祥寺パレスビル、吉祥寺ファミリープラザビル
- 吉祥寺レンガ館モール[16]
- 井の頭ビル
- 吉祥寺南口ビル
- サニーシティ吉祥寺ビル（ガスト吉祥寺店 他）
- 吉祥寺パーキングプラザ
- ドン・キホーテ吉祥寺駅前店
- SUIT SQUARE吉祥寺（三井吉祥寺ビル）
- ユニクロ吉祥寺店（野村不動産吉祥寺ビル）
- ヤマダデンキ LABI吉祥寺（Gビル吉祥寺02）
- ナイキ Kichijoji Running（HANA三TSUGIビル）

### かつて存在した施設
- 丸井吉祥寺北口店（1963年 - 1966年1月。現・マルエツ プチ 吉祥寺店）[17]
- 吉祥寺名店会館（現・東急百貨店吉祥寺店）- 吉祥寺で最初の商業施設（1959年開業、1971年頃まで存在した）。
- 吉祥寺ロンロン（現・アトレ吉祥寺）
- 伊勢丹吉祥寺店（現・コピス吉祥寺）
- 近鉄百貨店東京店→吉祥寺三越・大塚家具吉祥寺ショウルーム（現・ヨドバシ吉祥寺）
- ミドリヤ吉祥寺店→西武スポーツ吉祥寺（現・ロフト）
- 京王吉祥寺駅ビル旧ビル（現・キラリナ京王吉祥寺）
  - ターミナルエコー→ユザワヤ吉祥寺店（初代店舗、1996年 - 2010年
  - 京王クラウン街吉祥寺→フレンテ吉祥寺
- 丸井吉祥寺店（旧店舗→別館／三浦屋→無印良品。現・ドン・キホーテ）
- 第一家庭電器吉祥寺店→パチンコ店→常総ビル（福屋不動産、チキンジム吉祥寺店）

## 商店・飲食店
雑誌やガイドブックで紹介されることも多い個性豊かな商店や飲食店が多く存在する。その一部を列記。
- いせや総本店
- スターバックスコーヒー吉祥寺駅前店、井の頭公園店
- くら寿司吉祥寺駅前店
- ロヂャース 吉祥寺店（本社は埼玉県に移転）
- 音吉！MEG
- 茶房武蔵野文庫
- COFFEE HALL くぐつ草（結城座）[18]
- ホープ軒本舗
- 鳥良商店 吉祥寺北口店
- SOMETIMEグループ （SOMETIME、BAR＆KITCHEN Funky、檸檬雫など）
- ハモニカ横丁｜ビデオインフォメーションセンター（VIC）
- ライブハウスシルバーエレファント、八百銀商店
- BOOKSルーエ
- 二丁目SOZAI
- 松本平太郎美容室
- Caliente Vintage Culture
- 吉祥寺プティット村
- 三浦屋（現在はコピス吉祥寺地下、松庵店（杉並区）が本社所在地）

過去にもトムズボックス、歌川模型、吉祥寺マイナー、ぐゎらん堂などがあった。

## 娯楽施設

### 映画館
- 吉祥寺オデヲン（吉祥寺東亜会館）
  - 吉祥寺セントラル
  - 吉祥寺スカラ座
  - 吉祥寺東宝
- アップリンク吉祥寺（パルコ地下2階）[19]

過去
- ムサシノ映画劇場→吉祥寺バウスシアター
- ココロヲ・動かす・映画館〇
- 吉祥寺松竹
- 吉祥寺大映
- 吉祥寺プラザ

### 劇場等
- 吉祥寺シアター
- 武蔵野公会堂
- KICHIJOJI SHUFFLE
- 吉祥寺CLUB SEATA

### ボウリング
- ディグボウル吉祥寺（吉祥寺エクセルホテル東急地下・2022年3月までは東京ボウリングセンターが所在）
- ラウンドワン吉祥寺店（吉祥寺バウスシアター跡地）

過去
- 井の頭ボーリングセンター（現・東急REIホテル） - 駅南口にあったボウリング場[20]
- サンデーボウル（ミドリヤ地下2階）[21]

### パチンコ
- G-ONE 吉祥寺
- メッセ吉祥寺店

## 運動施設
- 武蔵野総合体育館・武蔵野市立武蔵野陸上競技場
- 井の頭恩賜公園（西グラウンド、テニスコート）
- 吉祥寺西公園・中道公園
- 成蹊大学グラウンド（けやきグラウンド、野球場、サッカー場）
- ティップネス吉祥寺（24Hジム）
- スポーツクラブNAS吉祥寺（総合ジム）
- スポーツクラブ メガロス吉祥寺（フィットネスジム）
- ドリームキューブワン吉祥寺（パーソナルジム）[22]
- チキンジム 吉祥寺店（パーソナルジム）
- パーソナルジムティーバランス吉祥寺店
- 吉祥倶楽部（フィットネスジム）
- 藤村水泳教室
- Sportivo吉祥寺（多目的スポーツコート）
- ジムオルソ吉祥寺（体操）
- ムサシノクラブ（体操）
- 吉祥寺鉄拳８ボクシングジム
- システマ吉祥寺
- CWD吉祥寺
- ファイトフィット吉祥寺
- 大道塾吉祥寺支部
- クロスポイント吉祥寺
- 吉祥寺卓球倶楽部
- フットサルパーク吉祥寺
- 吉祥寺バッティングセンター（バッティングセンター）

## 宿泊施設
- 吉祥寺エクセルホテル東急（旧：吉祥寺第一ホテル）
- 吉祥寺東急REIホテル

## 吉祥寺を舞台とした作品

### 小説
- 暗い旅（倉橋由美子）
- 幸荘物語（花村萬月）
- 吉祥寺探偵局（いしかわじゅん）
- 吉祥寺気分（いしかわじゅん）
- ショートソング（枡野浩一）
- ドラママチ（角田光代）
- 魂萌え!（桐野夏生）
- 無銭優雅（山田詠美）
- トーキョー・ジャンヌダルク（石崎洋司）
- 真珠郎（横溝正史）
- 殺人鬼（横溝正史）
- 支那扇の女（横溝正史）
- 「また、必ず会おう」と誰もが言った。（喜多川泰）
- ニキの屈辱（山崎ナオコーラ）
- 火花（又吉直樹）
- 吉祥寺の朝日奈くん（中田永一）
- オカルティック・ナイン(志倉千代丸)
- 2（野崎まど）

### 歌
- いい事ばかりはありゃしない（RCサクセション）
- お七（島津亜矢）
- 吉祥寺（斉藤哲夫）
- 吉祥寺グッバイ（あさみちゆき）
- 吉祥寺へ帰る（木根尚登）
- 君は東京（ゆず）
- キャッチボール（渡辺美里）
- 金色のライオン（HIGHWAY61）
- スキャンダル（テレサ・テン）
- 空に星が綺麗～悲しい吉祥寺～（斉藤和義）
- 東京かくれんぼ（石川さゆり）
- 東京たずね人（琴風豪規）
- 東京、宵町草。（前田有紀）
- NANGIやね（美空ひばり）
- 日本印度化計画（筋肉少女帯）
- 野良猫（Bahashishi）
- 保健室の先生（ミドリカワ書房）
- 1人ぼっちの吉祥寺駅前（SHADY DOLLS）
- 吉祥寺（ストレイテナー）
- 吉祥寺（幾田りら）

### 漫画
★はアニメ化もされている作品。
- 正直不動産
- 吉祥寺キャットウォーク（いしかわじゅん）
- TOKYO TRIBE2（井上三太）
- 14歳（楳図かずお） - 登場人物のチキンジョージは作者の住所である吉祥寺をもじった名前である。
- 江口寿史のなんとかなるでショ!（江口寿史） - 江口は長年、自宅・事務所共に近辺に構えているため、この作品に限らず頻繁に吉祥寺が登場する。
- グーグーだって猫である（大島弓子）
- サバの秋の夜長（大島弓子）
- 二月の勝者-絶対合格の教室- - 吉祥寺が舞台。作者も在住者
- ガラスの仮面 - F&Fビル・コピス吉祥寺前が「真夏の夜の夢」を上演することになったマヤたちが、芝居の宣伝をした場所のモデル。
- I"s（桂正和）
- 電影少女（桂正和）
- いとしのエリー（高見まこ）- 頻繁に吉祥寺が登場。
- イタズラなKiss（多田かおる）★
- 孤独のグルメ （久住昌之/谷口ジロー）- 第2話では吉祥寺駅南口周辺の廻転寿司が舞台。
- レストアガレージ251車屋夢次郎（次原隆二）
- 吉祥寺ギャング（長浜幸子）
- Cafe吉祥寺で（ねぎしきょうこ）
- ダンベル何キロ持てる?（原作：サンドロビッチ・ヤバ子、作画：MAAM）-　登場するアーケードが吉祥寺サンロード★
- GTO（藤沢とおる）★
- キャッツ・愛（漫画：阿佐維シン・シナリオ：中目黒さくら・原作：北条司）　-　『キャッツ♥アイ』のリメイク作品。
- 中央線ドロップス（元町夏央）
- ろくでなしBLUES（森田まさのり）
- ケロロ軍曹（吉崎観音）★ - 主要な舞台である架空都市「奥東京市」について、原作版のみ吉祥寺をモデルとしている。尚、アニメ版では西東京市をモデルとして描かれている。
- 吉祥寺だけが住みたい街ですか?（マキヒロチ）
- ひなこのーと（三月）★
- 二月の勝者（高瀬志帆）
- 私の百合はお仕事です!（未幡） - 吉羊寺（きちようじ）という名称で登場する。

### アニメ
- くじびきアンバランス
- 海がきこえる（スタジオジブリ） - 序盤と終盤に改修前のJR吉祥寺駅が印象的に描かれる。
- CODE-E（avex entertainment・スタジオディーン）
- UG☆アルティメットガール（第一話）
- フルメタル・パニック? ふもっふ（ままならないブルーバード）
- YAWARA!（第十四話）
- マリア様がみてる
- 聖戦士ダンバイン - 主人公・ショウ・ザマが武蔵野市東吉祥寺在住という設定。
- 幻魔大戦
- メガゾーン23
- To_LOVEる_-とらぶる-
- DD北斗之拳
- てさぐれ!部活もの
- ハッピージョージ
- Occultic;Nine -オカルティック・ナイン-
- おそ松さん  - 駅名に吉祥寺、東急、井の頭公園やぞうのはな子、以前、駅前にあった桜やユザワヤビルも出てくる。

### ゲーム
- 探偵 神宮寺三郎 新宿中央公園殺人事件 - 登場人物の花園町子が吉祥寺のマンションに住んでいる設定。
- 真・女神転生 - 作中序盤の舞台として、吉祥寺駅周辺や井の頭公園、旧エコービル等が登場する。
- ファーストKiss☆物語 - ゲーム中の街並みは吉祥寺をモデルにしたものとみられる。
- 個人教授 (ゲーム) - 使用背景の多くが、吉祥寺で撮影されたもの（を、加工したもの）とみられる。
- 吉祥寺恋色デイズfor GREE - 吉祥寺を舞台とした恋愛ゲーム。
- ペルソナ5 - 作品中に井の頭公園がデートスポットとして登場。
- ペルソナ5 ザ・ロイヤル - 新マップとして「吉祥寺」が追加され、サンロード（作品中は「吉祥寺サンポロード商店街」という名称で登場）、ハーモニカ横丁、ダイヤ街（ゲーム中は「プラチナ街」）などが探索可能。
- NG - ゲームの舞台の吉走寺（きっそうじ）は吉祥寺をモデルにしている。

### ドラマ
- 俺たちの旅
- バツ彼
- うちの子にかぎって…
- オヨビでない奴!
- 愛していると言ってくれ
- GTO（1998年・2012年）
- 天花

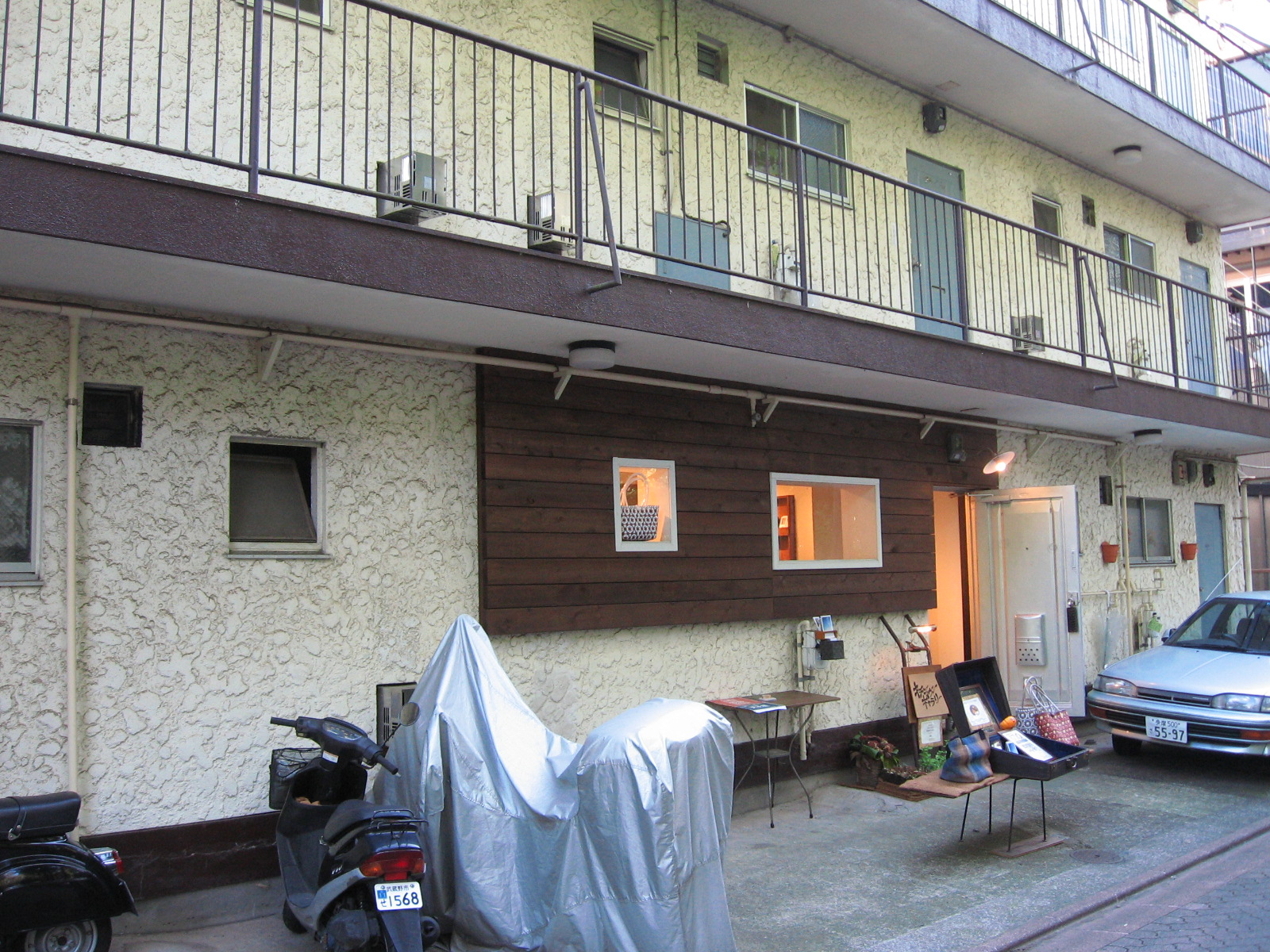
『GTO』（2012年版）に登場したカフェの撮影に使用されたギャラリー。

- 新マチベン 〜オトナの出番〜[23]
- ラスト・フレンズ
- 流星の絆
- Cafe吉祥寺で
- エアーズロック
- 戦う!書店ガール
- ファイヤーレオン
- 心がポキッとね
- そして、誰もいなくなった
- 時にはいっしょに
- 警部補・杉山真太郎〜吉祥寺署事件ファイル

### 映画
- 幻魔大戦 - 主人公の東丈が吉祥寺に住んでいるという設定であり、劇中に吉祥寺駅や吉祥寺サンロード商店街も登場する。
- セバスチャン[24]
- あまっちょろいラブソング[24]
- あんてるさんの花[24][25]
- さよならケーキとふしぎなランプ[24][26]
- 吉祥寺の朝日奈くん
- 臨場 劇場版[27]
- PARKS パークス
- えいがのおそ松さん
- あまっちょろいラブソング
- 吉祥寺の朝日奈くん
- さよならケーキとふしぎなランプ
- ひるなかの流星
- 雪子 a.k.a. - 吉祥寺駅などが登場。主人公が付近の小学校に勤めているという設定。学校内シーンの撮影は三鷹市の明星学園で行われた[28]。
- BAUS 映画から船出した映画館 - 吉祥寺バウスシアターを題材とした映画[29]。

## メディア

### 放送
- J:COM武蔵野三鷹（ケーブルテレビ局）
- むさしのFM（コミュニティ放送局）- 商工会館に本社・スタジオがある。公開生放送や生中継もよく行われる。

過去
- 吉祥寺テレビ放送 - 略称KJTV。1970年代から1990年代初期にかけて存在した都市情報テレビ局。ダイヤ街などにマルチモニターを設置し、吉祥寺をはじめ武蔵野・三鷹の最新情報を常時発信していた。
- ノブタケの吉祥寺ヘヴン（TBSラジオ）- 吉祥寺パルコ8階のサテライトスタジオから公開録音されていた。

### タウン誌
- 週刊きちじょうじ - 店舗情報やイベント情報、吉祥寺にまつわるエピソードなどの情報誌。毎週金曜日発行。街中に設置してある配布用什器や協賛店舗にて無償配布。ただし、発行元へ直接申し込みの定期購読は有償。発行は株式会社吉祥寺情報センター。
- 吉祥寺ECCO!!-吉祥寺で活動する20代後半～30代半ばの女性をターゲットとしたタブロイド版オールカラーの月刊フリーペーパー。街中に設置してある配布用什器や協賛店舗にて無償配布。発行はぱど。
- 吉祥寺Walker（角川マガジンズ（発売：株式会社KADOKAWA）、2015年06月26日発売）ISBN 978-4-04-731928-8[30]

## コミュニティ
- 吉祥寺アートウォーク - 近隣美大の学生やアーティスト、漫画家などが集まり独自のアート文化を築く吉祥寺のアートポータルサイト。ギャラリーやギャラリーカフェ、個性的な雑貨店など、吉祥寺のアートを隅々まで探れるマップ『吉祥寺アート＆ギャラリーマップ』を発行。マップのダウンロードが出来る他、展覧会の最新情報、作家の個展レビューやインタビュー記事も掲載。
- 吉祥寺まち案内所 - 2004年から吉祥寺総合案内運営委員会とNPO法人まちづくり観光機構、2010年から吉祥寺総合案内運営委員会運営。サンロード商店街にある。風の人には微笑を、土の人には安らぎを を基本理念に吉祥寺を訪れた人々、吉祥寺にいる人々それぞれに必要となる情報を提供。

## ゆかりのある人物
- 美濃部達吉 - 憲法学者、貴族院議員。
- 丸山眞男 - 政治思想史家、思想家。
- 竹内好 - 中国文学者、文芸評論家、思想家。
- 楳図かずお - 漫画家。近隣に在住し、赤と白の自宅が名物となっている。
- 江口寿史 - 漫画家、イラストレーター。吉祥寺在住。
- 北条司 - 漫画家。吉祥寺在住。
- 次原隆二 - 漫画家。吉祥寺在住。
- 河原崎長一郎 - 俳優。幼少時から亡くなるまで吉祥寺に住んでいた。
- 佐野史郎 - 俳優。吉祥寺在住。
- 亀井勝一郎 - 作家。ハーモニカ横丁の名付け親。生前、武蔵野市に在住していた。
- 横溝正史 - 推理作家。戦前に在住し、隣組の金田一安三の兄・金田一京助の名前から自身が創造した名探偵に「金田一耕助」と名付けた。
- 寺島靖国 - 本人経営のジャズ喫茶「Meg」が吉祥寺に所在。むさしのFMでも自分の番組を持っている。
- キン・シオタニ - イラストレーター、詩人。吉祥寺在住。
- 筑井甚吉 - 経済学者。大阪大学名誉教授。吉祥寺出身。
- 川上哲郎 - 実業家。元住友電工社長、元関西経済連合会会長。吉祥寺出身。
- 仁平勝 - 俳人、文芸評論家。吉祥寺出身。
- 鈴木育男 - 写真家。らかんスタジオ2代目経営者、現・取締役会長。長年に亘り街の風景を撮影し続けている。
- KOKIA - シンガーソングライター。吉祥寺出身。
- 市川洋二 - ミュージシャン。元 The Street SlidersベーシストJames。出生から現在まで吉祥寺在住。市川“James”洋二として、ソロ活動と3人編成JAMES BAND、サポートベース、プロデュース、吉祥寺音楽祭審査員、The 吉祥寺 super session bandに参加と広く活動中。
- 芦田信 - JCRファーマ創業者。吉祥寺生まれ。
- 佐藤恕 - 東京近鉄百貨店初代社長。
- 髙田多喜男 - 東京近鉄百貨店初代店長。
- 成沢金兵衛 - 日本写真協会専務理事、朝日新聞社、全日本写真連盟各顧問。
- 伊藤貞次 - 第15代広島市長。伊藤蘭の曽祖父。
- 伊藤蘭 - 女優、ナレーター、歌手。生家が吉祥寺北町にあった。小学校低学年時に杉並区西荻北へ転居。
- 中尾尚人 - 俳優。吉祥寺出身。
- 斉藤和義　シンガーソングライター、ミュージシャン　吉祥寺が舞台の楽曲もある（空に星が綺麗〜悲しい吉祥寺))
- 岡村靖幸　シンガーソングライター、ミュージシャン